# Chamaeclitandra
Chamaeclitandra é um género botânico pertencente à família Apocynaceae.

## Espécies
1. ↑  «Chamaeclitandra — World Flora Online». www.worldfloraonline.org. Consultado em 19 de agosto de 2020